# Georges Vandenberghe
Georges Vandenberghe (ur. 28 grudnia 1941 w Oostrozebeke  – zm. 23 września 1983 w Brugii)- były belgijski kolarz szosowy.
Georges rozpoczął swoją profesjonalną karierę w 1963 roku w zespole Flandria-Famea. W latach 1965–1971 uczestniczył w siedmiu wyścigach Tour de France. Jego największym sukcesem w karierze było noszenie żółtej koszulki lidera Tour de France roku 1968.
Georges Vandenberghe zmarł 23 września 1983 w Brugii w wieku 42 lat.

## Sukcesy
- Wygrana 13 etapu Tour de France 1966
- Wygrana 13 etapu Giro d'Italia 1967